# Valdesotos
Valdesotos – gmina w Hiszpanii, w prowincji Guadalajara, w Kastylii-La Mancha, o powierzchni 27,3 km². W 2011 roku gmina liczyła 25 mieszkańców.